# Leptocentrus lama
Leptocentrus lama är en insektsart som upptäcktes av Victor Antoine Signoret. Leptocentrus lama ingår i släktet Leptocentrus, och familjen hornstritar. Inga underarter finns listade.